# Seznam dílů seriálu Podfukáři
Toto je seznam dílů seriálu Podfukáři.
Prvních 12 dílů (první dvě řady) bylo vysíláno na programu ČT 1 v roce 2006. V roce 2007 odvysílala Česká televize třetí řadu a v roce 2012 i zbylé řady 4 - 8.
V letech 2011 - 2012 odvysílaly prvních 6 řad také stanice AXN a AXN Crime. Pro toto uvedení vznikl nový dabing s rozdílným hereckým obsazením.
Řady 1 - 3 a 7 - 8 představila v Česku jako první Česká televize, řady 4 - 6 uvedlo premiérově v češtině AXN.
I když má každý díl svůj název, v české verzi se tyto názvy neužívaly (nebyly přeloženy).

## Přehled řad
| Řada | Díly | Premiéra v VB   | Premiéra v VB   | Premiéra v ČR      | Premiéra v ČR      |
| Řada | Díly | První díl       | Poslední díl    | První díl          | Poslední díl       |
| ---- | ---- | --------------- | --------------- | ------------------ | ------------------ |
| 1    | 6    | 24. února 2004  | 30. března 2004 | 31. srpna 2006     | 5. října 2006      |
| 2    | 6    | 29. března 2005 | 3. května 2005  | 12. října 2006     | 23. listopadu 2006 |
| 3    | 6    | 10. března 2006 | 14. dubna 2006  | 9. července 2007   | 15. srpna 2007     |
| 4    | 6    | 3. května 2007  | 7. června 2007  | 8. listopadu 2011  | 24. listopadu 2011 |
| 5    | 6    | 8. ledna 2009   | 12. února 2009  | 29. listopadu 2011 | 15. prosince 2011  |
| 6    | 6    | 4. ledna 2010   | 8. února 2010   | 20. prosince 2011  | 5. ledna 2012      |
| 7    | 6    | 7. ledna 2011   | 18. února 2011  | 20. září 2012      | 25. října 2012     |
| 8    | 6    | 13. ledna 2012  | 17. února 2012  | 1. listopadu 2012  | 6. prosince 2012   |

## Seznam dílů
Při uvedení na AXN byl vysílán jeden díl týdně. O měsíc a půl později začalo paralelně vysílání na AXN Crime dvakrát týdně, takže od 14. dílu už bylo AXN Crime před AXN.

### První řada (2004)
| Č. v seriálu | Č. v řadě | Původní název    | Režie          | Scénář         | Premiéra ve VB  | Premiéra v ČR (ČT) | Premiéra v ČR (AXN) |
| ------------ | --------- | ---------------- | -------------- | -------------- | --------------- | ------------------ | ------------------- |
| 1            | 1         | The Con Is On    | Bharat Nalluri | Tony Jordan    | 24. února 2004  | 31. srpna 2006     | 19. července 2011   |
| 2            | 2         | Faking It        | Bharat Nalluri | Tony Jordan    | 2. března 2004  | 7. září 2006       | 26. července 2011   |
| 3            | 3         | Picture Perfect  | Bharat Nalluri | Matthew Graham | 9. března 2004  | 14. září 2006      | 2. srpna 2011       |
| 4            | 4         | Cops and Robbers | Minkie Spiro   | Tony Jordan    | 16. března 2004 | 21. září 2006      | 9. srpna 2011       |
| 5            | 5         | A Touch of Class | Minkie Spiro   | Ashley Pharoah | 23. března 2004 | 28. září 2006      | 16. srpna 2011      |
| 6            | 6         | The Last Gamble  | Robert Bailey  | Tony Jordan    | 30. března 2004 | 5. října 2006      | 23. srpna 2011      |

### Druhá řada (2005)
| Č. v seriálu | Č. v řadě | Původní název       | Režie           | Scénář           | Premiéra ve VB  | Premiéra v ČR (ČT) | Premiéra v ČR (AXN) |
| ------------ | --------- | ------------------- | --------------- | ---------------- | --------------- | ------------------ | ------------------- |
| 7            | 1         | Gold Mine           | Otto Bathurst   | Tony Jordan      | 29. března 2005 | 12. října 2006     | 30. srpna 2011      |
| 8            | 2         | Confessions         | Otto Bathurst   | Matthew Graham   | 5. dubna 2005   | 19. října 2006     | 6. září 2011        |
| 9            | 3         | The Lesson          | Alrick Riley    | Tony Jordan      | 12. dubna 2005  | 26. října 2006     | 13. září 2011       |
| 10           | 4         | Missions            | Alrick Riley    | Howard Overman   | 19. dubna 2005  | 2. listopadu 2006  | 20. září 2011       |
| 11           | 5         | Old Acquaintance    | John Strickland | Julie Rutterford | 26. dubna 2005  | 9. listopadu 2006  | 27. září 2011       |
| 12           | 6         | Eye of the Beholder | John Strickland | Tony Jordan      | 3. května 2005  | 23. listopadu 2006 | 8. října 2011       |

### Třetí řada (2006)
| Č. v seriálu | Č. v řadě | Původní název                 | Režie         | Scénář         | Premiéra ve VB  | Premiéra v ČR (ČT) | Premiéra v ČR (AXN) |
| ------------ | --------- | ----------------------------- | ------------- | -------------- | --------------- | ------------------ | ------------------- |
| 13           | 1         | Price for Fame                | Otto Bathurst | Tony Jordan    | 10. března 2006 | 9. července 2007   | 15. října 2011      |
| 14           | 2         | Albert's Challenge            | Otto Bathurst | Tony Jordan    | 17. března 2006 | 16. července 2007  | 20. října 2011      |
| 15           | 3         | Ties That Bind Us             | Colm McCarthy | Steve Coombes  | 24. března 2006 | 23. července 2007  | 25. října 2011      |
| 16           | 4         | A Bollywood Dream             | Colm McCarthy | Danny Brown    | 31. března 2006 | 30. července 2007  | 27. října 2011      |
| 17           | 5         | The Hustler's News Of The Day | SJ Clarkson   | David Cummings | 7. dubna 2006   | 6. srpna 2007      | 1. listopadu 2011   |
| 18           | 6         | Law and Corruption            | SJ Clarkson   | Tony Jordan    | 14. dubna 2006  | 15. srpna 2007     | 3. listopadu 2011   |

### Čtvrtá řada (2007)
| Č. v seriálu | Č. v řadě | Původní název                | Režie           | Scénář          | Premiéra ve VB  | Premiéra v ČR (ČT) | Premiéra v ČR (AXN) |
| ------------ | --------- | ---------------------------- | --------------- | --------------- | --------------- | ------------------ | ------------------- |
| 19           | 1         | As One Flew Out, One Flew In | Alrick Riley    | Tony Jordan     | 3. května 2007  | 16. května 2012    | 8. listopadu 2011   |
| 20           | 2         | Signing Up to Wealth         | Lee MacIntosh   | Tony Jordan     | 10. května 2007 | 23. května 2012    | 10. listopadu 2011  |
| 21           | 3         | Getting Even                 | Lee MacIntosh   | Tony Jordan     | 17. května 2007 | 30. května 2012    | 15. listopadu 2011  |
| 22           | 4         | A Designer's Paradise        | Stefan Schwartz | Colin Blytheway | 24. května 2007 | 6. června 2012     | 17. listopadu 2011  |
| 23           | 5         | Conning the Artists          | Stefan Schwartz | Nick Fisher     | 31. května 2007 | 13. června 2012    | 22. listopadu 2011  |
| 24           | 6         | Big Daddy Calling            | Alrick Riley    | Tony Jordan     | 7. června 2007  | 20. června 2012    | 24. listopadu 2011  |

### Pátá řada (2009)
| Č. v seriálu | Č. v řadě | Původní název           | Režie            | Scénář                          | Premiéra ve VB | Premiéra v ČR (ČT) | Premiéra v ČR (AXN) |
| ------------ | --------- | ----------------------- | ---------------- | ------------------------------- | -------------- | ------------------ | ------------------- |
| 25           | 1         | Return of the Prodigal  | James Strong     | Tony Jordan                     | 8. ledna 2009  | 27. června 2012    | 29. listopadu 2011  |
| 26           | 2         | New Recruits            | James Strong     | Tony Jordan                     | 15. ledna 2009 | 4. července 2012   | 1. prosince 2011    |
| 27           | 3         | Lest Ye Be Judged       | Julian Simpson   | Fintan Ryan                     | 22. ledna 2009 | 11. července 2012  | 6. prosince 2011    |
| 28           | 4         | Diamond Seeker          | Julian Simpson   | Chris Hurford a Tom Butterworth | 29. ledna 2009 | 18. července 2012  | 8. prosince 2011    |
| 29           | 5         | Politics                | Martin Hutchings | Fintan Ryan a Marston Bloom     | 5. února 2009  | 25. července 2012  | 13. prosince 2011   |
| 30           | 6         | The Road Less Travelled | Martin Hutchings | Tony Jordan                     | 12. února 2009 | 1. srpna 2012      | 15. prosince 2011   |

### Šestá řada (2010)
| Č. v seriálu | Č. v řadě | Původní název                   | Režie          | Scénář                      | Premiéra ve VB | Premiéra v ČR (ČT) | Premiéra v ČR (AXN) |
| ------------ | --------- | ------------------------------- | -------------- | --------------------------- | -------------- | ------------------ | ------------------- |
| 31           | 1         | And This Little Piggy Had Money | Iain MacDonald | Tony Jordan                 | 4. ledna 2010  | 8. srpna 2012      | 20. prosince 2011   |
| 32           | 2         | The Thieving Mistake            | Iain MacDonald | Fintan Ryan                 | 11. ledna 2010 | 15. srpna 2012     | 22. prosince 2011   |
| 33           | 3         | Tiger Troubles                  | Sarah O'Gorman | Chris Bucknall              | 18. ledna 2010 | 22. srpna 2012     | 27. prosince 2011   |
| 34           | 4         | The Father of Jewels            | Sarah O'Gorman | Mark Chappell a Fintan Ryan | 25. ledna 2010 | 29. srpna 2012     | 29. prosince 2011   |
| 35           | 5         | Conned Out of Luck              | Luke Watson    | Tony Jordan                 | 1. února 2010  | 6. září 2012       | 3. ledna 2012       |
| 36           | 6         | The Hush Heist                  | Luke Watson    | Tony Jordan                 | 8. února 2010  | 13. září 2012      | 5. ledna 2012       |

### Sedmá řada (2011)
| Č. v seriálu | Č. v řadě | Původní název          | Režie        | Scénář         | Premiéra ve VB | Premiéra v ČR (ČT) |
| ------------ | --------- | ---------------------- | ------------ | -------------- | -------------- | ------------------ |
| 37           | 1         | As Good as it Gets     | John McKay   | Tony Jordan    | 7. ledna 2011  | 20. září 2012      |
| 38           | 2         | Old Sparks Come New    | John McKay   | Chris Lang     | 14. ledna 2011 | 27. září 2012      |
| 39           | 3         | Clearance From A Deal  | Roger Goldby | James Payne    | 21. ledna 2011 | 4. října 2012      |
| 40           | 4         | Benny's Funeral        | Roger Goldby | Chris Bucknall | 28. ledna 2011 | 11. října 2012     |
| 41           | 5         | The Fall of Railton FC | Colin Teague | Chris Lang     | 11. února 2011 | 18. října 2012     |
| 42           | 6         | The Delivery           | Colin Teague | Tony Jordan    | 18. února 2011 | 25. října 2012     |

### Osmá řada (2012)
| Č. v seriálu | Č. v řadě | Původní název            | Režie         | Scénář         | Premiéra ve VB | Premiéra v ČR (ČT) |
| ------------ | --------- | ------------------------ | ------------- | -------------- | -------------- | ------------------ |
| 43           | 1         | Gold Finger              | Alrick Riley  | Tony Jordan    | 13. ledna 2012 | 1. listopadu 2012  |
| 44           | 2         | Picasso Finger Painting  | Adrian Lester | Tony Jordan    | 20. ledna 2012 | 8. listopadu 2012  |
| 45           | 3         | Curiosity caught the Kat | Roger Goldby  | Ryan Craig     | 27. ledna 2012 | 15. listopadu 2012 |
| 46           | 4         | Eat Yourself Slender     | Roger Goldby  | Chris Lang     | 3. února 2012  | 22. listopadu 2012 |
| 47           | 5         | Ding Dong That's my Song | Alrick Riley  | Chris Bucknall | 10. února 2012 | 29. listopadu 2012 |
| 48           | 6         | The Con is Off           | Alrick Riley  | Tony Jordan    | 17. února 2012 | 6. prosince 2012   |